# Carlos Sarmiento Lora
Carlos Sarmiento Lora (Guadalajara de Buga, 5 de octubre de 1905-Santiago de Cali, 21 de mayo de 1980) fue un industrial y dirigente deportivo colombiano. Fue el sexto presidente del Deportivo Cali en toda su historia y el tercero desde la profesionalización del equipo como tal.

## Biografía
Nació el 5 de octubre de 1905 en Guadalajara de Buga (por entonces parte del Departamento del Cauca hasta la creación del Valle del Cauca en 1909) hijo de Jesús Sarmiento y María Lora. Realizó sus estudios básicos en el plantel del educador José María Villegas para luego complementar sus estudios en el Colegio Nuestra Señora del Rosario de  Bogotá.
En 1923 viaja a Alemania a continuar sus estudios, pero la inesperada muerte de su padre le obliga a regresar y hacerse cargo de su familia con tan sólo 18 años. En 1942 se casa con María Cristina Palau en la Iglesia de San Jorge de Cartago. Luego de un breve periodo viviendo en Popayán, deciden trasladarse a una de las haciendas de la familia en Tuluá, donde luego de comprar la herencia de sus hermanos comenzaría el sembrado de caña de azúcar y crearía el Ingenio azucarero San Carlos.
Fue un líder cívico de la región y promotor de la industria azucarera en el Valle del Cauca. Creó diversas instituciones y fundaciones como la Fundación Unión de Lucha contra el cáncer (Unicancer), los hospitales de Buga, Tuluá y Cartago, entre otros. Por su labor social y su contribución al desarrollo del Valle del Cauca recibió diversas condecoraciones, entre ellas del gobierno nacional, departamental, municipales e instituciones universitarias como la Universidad de San Buenaventura.

### Deportivo Cali
El interés de Carlos Sarmiento Lora por el fútbol nació en su juventud, cuando estudiaba el bachillerato en Bogotá. El acercamiento al Deportivo Cali se dio gracias a la insinuación que le hizo el entonces presidente de la institución Armando Bohórquez Penagos, a Libardo Rivera, para convencerlo que se uniera a la institución. Sarmiento Lora fue el encargado de contratar los primeros jugadores extranjeros para el equipo. Encomendó a Abel Duplá buscar jugadores al sur del continente. Como resultado de esto llegaron a Colombia jugares como Julio Tocker, Emilio Reuben, Manuel Spagnolo, Miguel Moscciola, Ricardo «El Tanque» Ruiz o Juan Colecchio. En 1949 asume la presidencia de la institución, logrando el primer subcampeonato del equipo en 1949. Los lazos de Carlos Sarmiento Lora con el Deportivo Cali lo llevaron en varias ocasiones suplir las deudas de la institución, que por entonces sufrió varias veces crisis económicas. Incluso luego de su periodo al mando de la institución, Sarmiento Lora continuó apoyando al equipo financieramente.

## Muerte
Falleció a la edad de 74 años, el 21 de mayo de 1980 en Santiago de Cali. Sus honras fúnebres se realizaron en la capilla de tipo colonial del Ingenio San Carlos de Tuluá y tuvo una asistencia de reconocidas figuras del ámbito nacional, entre ellos los jugadores del Deportivo Cali y el senador Álvaro Gómez Hurtado, en representación del Partido Conservador Colombiano. El oficio religioso fue realizado por el obispo de Buga Julián Mendoza Guerrero. Sus restos yacen en la cripta familiar del mencionado ingenio azucarero.

## Homenajes
En su memoria se fundó la Escuela de Fútbol Carlos Sarmiento Lora.